# Молчанов Олексій Петрович
Молчанов Олексій Петрович (нар. 1902, Олександрія, Херсонська губернія, Російська імперія — пом. 1963, Москва, СРСР) — радянський залізничник, організатор евакуації по залізниці в роки німецько-радянської війни, начальник Південно-Західної залізниці.

## Біографія
Народився в родині залізничника.
Свою роботу на залізничному транспорті він почав на станції Олександрія на посаді ремонтного робітника.
У 1920 році навчався на курсах чергових по станції в Катеринославі, які закінчив в 1922 році.
В грудні 1923 року був прийнятий запасним черговим по станції Знам'янського експлуатаційного району, а через 11 місяців вступив до рядів Червоної Армії. Після демобілізації в листопаді 1926 року працював помічником касира на станції Знам'янка, заступником начальника станції Миколаїв.
В 1931 році навчався на курсах диспетчерів, по закінченні яких працював диспетчером.
В 1933 році був призначений заступником начальника Знам'янського відділу руху.
В 1934-1936 рр. навчався на Вищих курсах командного складу при Ленінградському інституті інженерів залізничного транспорту.
По закінченні курсів був призначений начальником Таганрозького відділення Ворошилівської залізниці.
В 1938-1939 рр. працював заступником начальника залізниці ім. Дзержинського в Москві.
В жовтні 1939 року О. П. Молчанов очолив Одеську залізницю.
Під керівництвом О. П. Молчанова в 1941 р., з початком німецько-радянської війни, проведена евакуація господарств залізниці Одеської магістралі, промислових підприємств та населення близьких до залізниці районів.
Влітку 1942 року був відряджений до Сталінграда на посаду уповноваженого Народного комісаріату шляхів сполучення при штабі Південно-Західного фронту.
У жовтні 1942 р. був відкликаний з фронту і призначений начальником Південно-Уральської залізниці.
У лютому 1943 року був переведений на посаду начальника Московсько-Курської залізниці.
В березні 1944 року відряджений на Одеську залізницю, яку очолював до травня 1946 року.
В 1946-1951 рр. був начальником Південно-Західної залізниці в Києві.
В останні роки жив і працював у Москві.